# Districts du canton de Schaffhouse

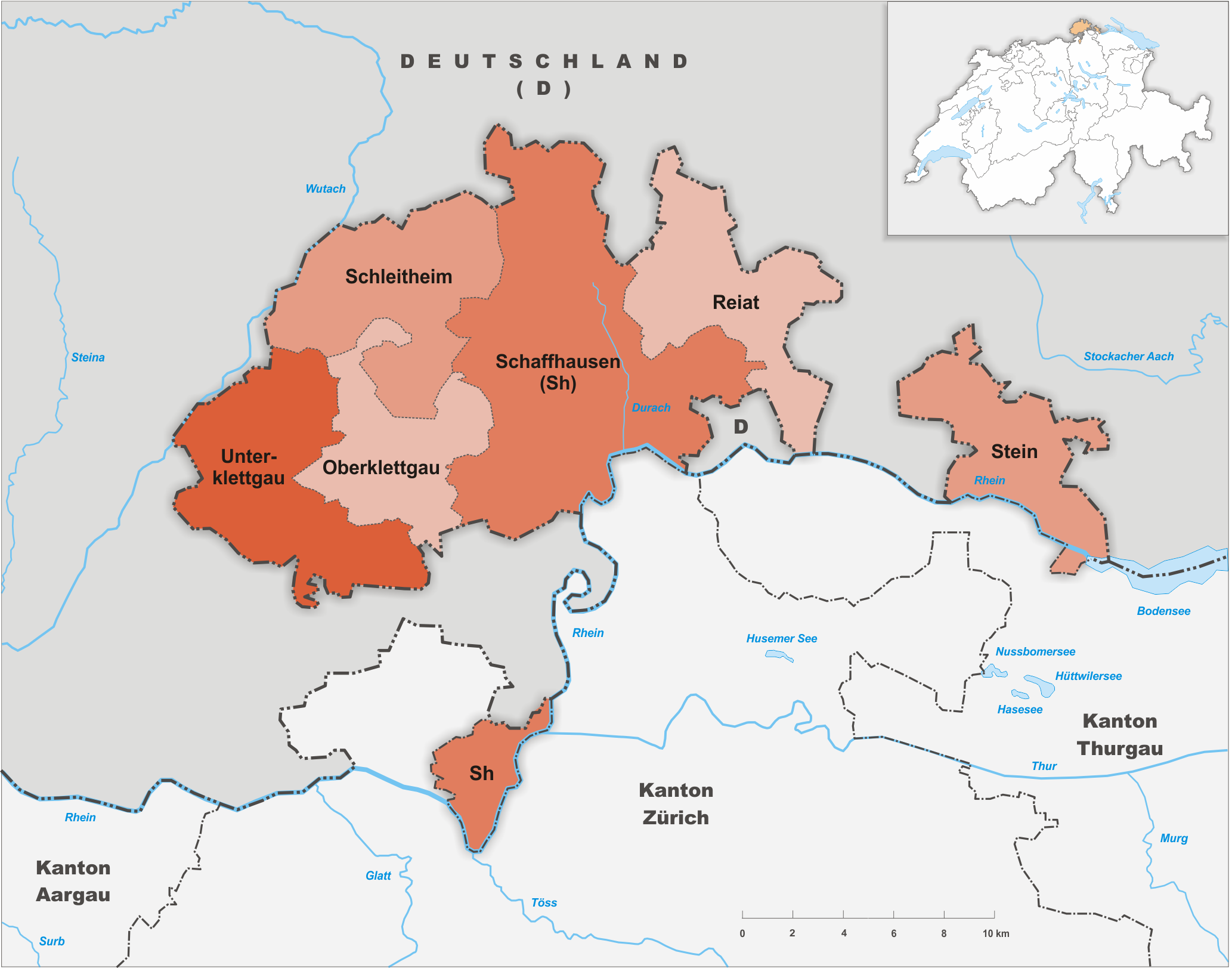
Carte du canton de Schaffhouse présentant sa division en districts.

Cet article présente une liste des anciens districts du canton de Schaffhouse.

## Anciens districts
Le canton de Schaffhouse a abandonné la division en districts en 1999. Toutefois, ils sont toujours utilisés à des fins statistiques. Tous ont l'allemand pour langue officielle.
| Nom           | N° OFS | Communes | Population (décembre 2022) | Superficie (km2) | Densité (hab./km2) |
| ------------- | ------ | -------- | -------------------------- | ---------------- | ------------------ |
| Oberklettgau  | 1401   | +3,      | +005 050,                  | +0036,4          | 139                |
| Reiat         | 1402   | +5,      | +009 388,                  | +0039,34         | 239                |
| Schaffhouse   | 1403   | +7,      | +056 643,                  | +0101,24         | 559                |
| Schleitheim   | 1404   | +3,      | +003 093,                  | +0043,6          | 71                 |
| Stein         | 1405   | +4,      | +005 899,                  | +0030,96         | 191                |
| Unterklettgau | 1406   | +4,      | +005 141,                  | +0046,61         | 110                |
| Total         | Total  | +26,     | +085 214,                  | +0298,42         | 286                |